# Georges Clemenceau
Georges Benjamin Clemenceau (Mouilleron-en-Pareds, Vendée, 28 de setembre de 1841 - París, 24 de novembre de 1929) va ser un polític francès a més de metge i periodista. Va ser Primer ministre de França de 1906 a 1908, i després de 1916 a 1920. Era anomenat "Le Tigre" (El Tigre) i "Père-la-Victoire" (Pare de la Victòria) per la seva determinació en la Primera Guerra Mundial.

## Biografia
Clemenceau va néixer a Mouilleron-en-Pareds, Vendée. En la revolució francesa La Vendée havia mostrat simpaties monàrquiques però en l'època de Clemanceau era fervorosament republicana. En aquesta població també va néixer el militar Jean de Lattre de Tassigny.
La mare de Clemenceau, Sophie Eucharie Gautreau (1817–1903), provenia d'una família protestant (Hugonot), el seu pare, Benjamin Clemenceau (1810–1897) era el metge del poble i era descendent del noble Seigneur du Colombier, havia lluitat contra el rei Carles X i després contra el rei Lluís Felip.
El 1861 Clemenceau fundà a París un periòdic anomenat Le Travail. El 1862 va ser arrestat per posar pòsters que demanaven una manifestació i va passar 77 dies a la presó de Mazas. Es va doctorar en medicina l'any 1865 i exercí de periodista amb articles contra el règim imperial de Napoleó III. Davant la repressió política, i l'amenaça de ser enviat a l'illa del Diable. s'exilià als Estats Units exercint la medicina a Nova York i on es casà amb Mary Elizabeth Plummer (1850–1923).
Tornà a França després de la derrota del règim a Sedan i va prendre part a la Comuna de París.
El 1876 va ser elegit diputat al parlament.

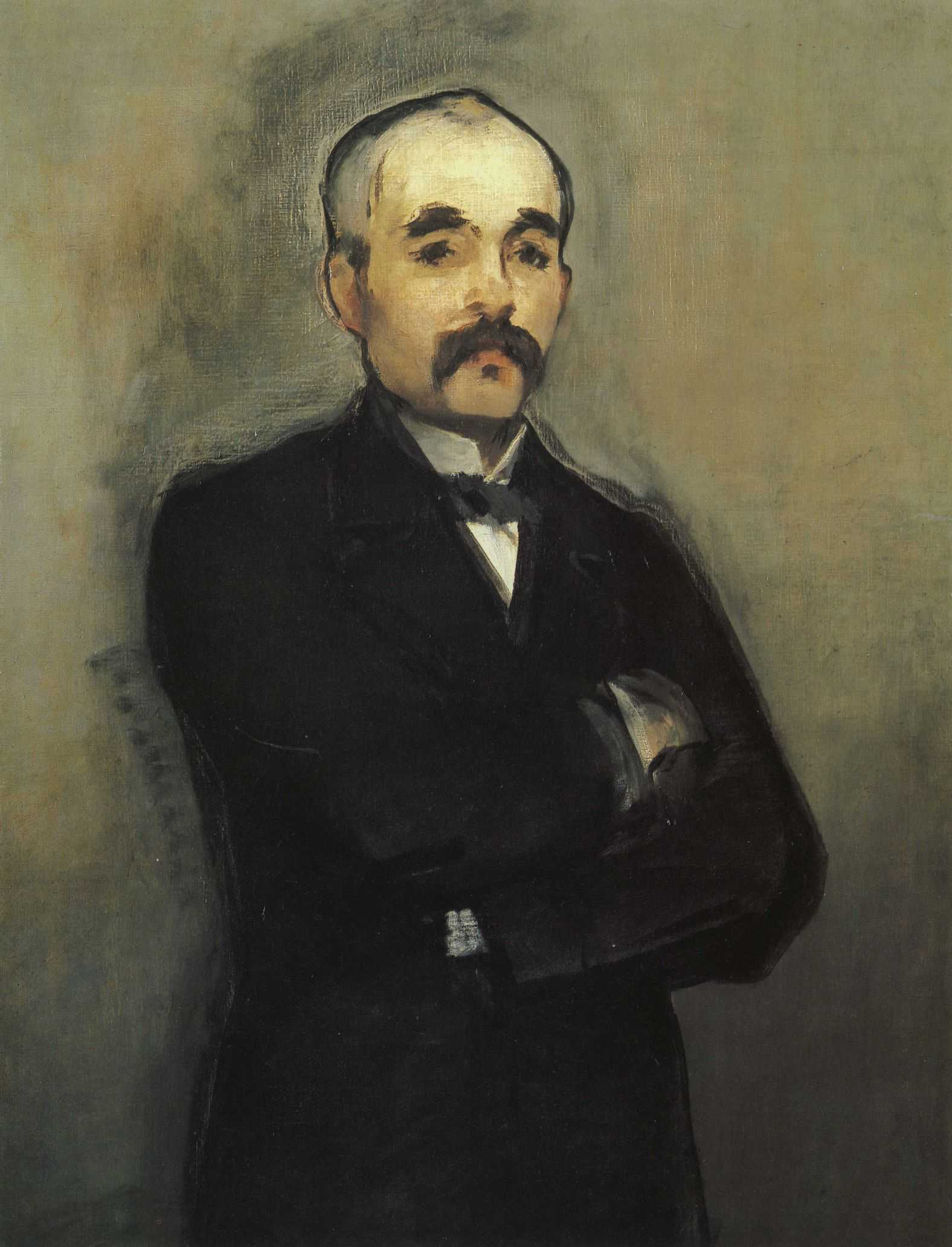
Retrat de Clemenceau per Edouard Manet, cap a 1879–80.

El 1880 va començar el seu periòdic, La Justice, òrgan principal del radicalisme de París. Va ser l'ala esquerra de l'Assemblea Nacional i s'oposà a la política colonial del president Jules Ferry.

## Afer Dreyfus
Arran de la desfeta electoral de 1893, Clemenceau es va dedicar únicament al periodisme polític la seva carrera va quedar enfosquida pel llarg Afer Dreyfus on ell recolzà Emile Zola i es va oposar a les campanyes antisemites i nacionalistes. Clemenceau va publicar 665 articles defensant Dreyfus.
El 13 de gener de 1898 Clemenceau, propietari i editor del diari L'Aurore, publicà l'article "J'accuse" d'Émile Zola a la portada.
El 1902 va ser elegit senador pel districte Draguignan de Var. Va advocar per la llei de separació de l'Estat i l'Església promulgada finalment el 1905.
El març de 1906, arran la caiguda del ministre Rouvier, passà aser el Ministre de l'interior en el gabinet de Sarrien. Exercí repressió contra els moviments dels treballadors.

## Primera guerra Mundial
El novembre de 1917 va ser nomenat Primer Ministre i va continuar la situació de "guerra total"
El 1918, Clemenceau pensà que França podria adoptar el Catorze Punts del president estatunidenc Woodrow Wilson, principalment per aconseguir el retorn a França dels territoris d'Alsàcia i Lorena però era escèptic en els altres punts incloent-hi els de la creació de la Lliga de les Nacions considerant-la una utopia.
El 21 de març els alemanys van fer la gran ofensiva d'hivern, amenaçant París, fins que la contraofensiva aliada dels cent dies van fer retrocedir els alemanys amb l'ajut dels nord-americans. L'11 de novembre de 1918 es va signar l'armistici amb Alemanya, Clemenceau va ser victorejat pels carrers. Va ser elegit president de la Conferència de Pau de Versailles.
Clemenceau va ser derrotat en les eleccions presidencials franceses de 1920. L'artífex de la victòria militar no fou capaç, tanmateix, de superar els vaivens de la política i aquest any es veié obligat a abandonar el seu lloc en fracassar per assolir en les urnes el càrrec de president de la República.
Retirat en una modesta granja enfront l'oceà Atlàntic, dedica els seus últims anys, fins a la seva mort el 1929, a elaborar texts de ciència política i a la redacció de les seves Memòries.
Personatge irrepetible, es considera soldat de la Democràcia, afirmant amb ardor que aquesta és l'única manera de govern que pot establir la igualtat per a tothom i que és capaç d'aconseguir el seus últims fins; la Llibertat i la Justícia.